# Лауда-Кенигсхофен
Лауда-Кенигсхофен (њем. Lauda-Königshofen) град је у њемачкој савезној држави Баден-Виртемберг. Једно је од 18 општинских средишта округа Маин-Таубер-Крајс. Према процјени из 2010. у граду је живјело 14.805 становника. Посједује регионалну шифру (AGS) 8128139.

## Географски и демографски подаци
Лауда-Кенигсхофен се налази у савезној држави Баден-Виртемберг у округу Маин-Таубер-Крајс. Град се налази на надморској висини од 192 метра. Површина општине износи 94,5 km². У самом граду је, према процјени из 2010. године, живјело 14.805 становника. Просјечна густина становништва износи 157 становника/km².